# Suzan Dole
Suzan Dole (1978) è un'ex sciatrice alpina e sciatrice freestyle statunitense.

## Biografia
La Dole iniziò la sua carriera nello sci alpino: specialista delle prove veloci, in Nor-Am Cup conquistò l'ultimo podio il 13 dicembre 1996 a Big Mountain in discesa libera (3ª) e prese per l'ultima volta il via il 30 marzo 1998 a Sun Peaks in slalom gigante (37ª); si ritirò al termine della stagione 2001-2002 e la sua ultima gara fu uno slalom speciale FIS disputato il 10 aprile a Vail. Durante la sua carriera nello sci alpino non debuttò in Coppa del Mondo né prese parte a rassegne olimpiche o iridate. Dalla stagione 2004-2004 si dedicò al freestyle, specialità ski cross: disputò una prova di Coppa del Mondo il 20 gennaio 2006 a Kreischberg, l'ultima gara della sua carriera, chiudendo al 19º posto.

## Palmarès

### Sci alpino

#### Nor-Am Cup
- 2 podi (dati dalla stagione 1994-1995):
  - 1 secondo posto
  - 1 terzo posto

### Freestyle

#### Coppa del Mondo
- Miglior piazzamento in classifica generale: 117ª nel 2006
- Miglior piazzamento nella classifica di ski cross: 29ª nel 2006